# ヘンリー・ギブソン
ヘンリー・ギブソン（Henry Gibson, 1935年9月21日 - 2009年9月14日）はアメリカ合衆国の俳優、声優。脇役として多くの映画やテレビドラマなどに出演。

## 来歴
ペンシルベニア州出身。テレビや映画に登場する前の1940年代～1950年代は、子役として舞台などで活動していた。その後、1963年にジェリー・ルイス主演・監督の『底抜け大学教授』で映画デビュー。
演技の幅も広く、『ブルース・ブラザース』ではジェイク、エルウッドのブルース兄弟に異常なまでの復讐の執念を燃やすネオナチ司令官や、『メイフィールドの怪人たち』ではトム・ハンクス演じる主人公の隣家に引っ越してくる薄気味悪い一家の主、ポール・トーマス・アンダーソン監督の『マグノリア』ではウィリアム・H・メイシーとバーテンの男を取り合うゲイの老人、テレビシリーズでは『ボストン・リーガル』で「嘆かわしい」が口癖の偏屈な裁判官など、小柄で独特の雰囲気を生かしたクセのある役柄も少なくない。
1975年に出演した『ナッシュビル』では、その演技が高く評価されてゴールデン・グローブ賞にノミネートされている。
息子のチャールズは、視覚効果のスーパーバイザーとして活躍しており、1995年製作の『ベイブ』とジョニー・デップ主演の『パイレーツ・オブ・カリビアン/デッドマンズ・チェスト』においてアカデミー賞視覚効果賞を受賞している。
2007年に長年連れ添ってきた妻、ロイスと死別。2009年9月14日、ガンのため73歳で死去。

## 主な出演作品

### 映画
| 公開年 | 邦題 原題                                                                             | 役名                            | 備考                                |
| ------ | ------------------------------------------------------------------------------------- | ------------------------------- | ----------------------------------- |
| 1963   | 底抜け大学教授 The Nutty Professor                                                    | ギブソン                        |                                     |
| 1973   | シャーロットのおくりもの Charlotte's Web                                              | ウィルバー                      | アニメ、声の出演                    |
| 1973   | ロング・グッドバイ The Long Goodbye                                                   | ドクター・ヴァーリンジャー      |                                     |
| 1975   | ナッシュビル Nshville                                                                 | ハヴェン・ハミルトン            | 全米映画批評家協会賞助演男優賞 受賞 |
| 1977   | Oh!外人部隊 The Last Remake of Beau Geste                                             | ピーチャー将軍                  |                                     |
| 1977   | フロリダ・ハイジャック/衝撃!人質は世界の美女たち!! The Night They Took Miss Beautiful | ロリー・ロイス                  | テレビ映画                          |
| 1977   | ケンタッキー・フライド・ムービー The Kentucky Fried Movie                             | 本人                            |                                     |
| 1979   | パーフェクト・カップル/おかしな大恋愛 A Perfect Couple                                | フレッド・ボット                |                                     |
| 1980   | ブルース・ブラザース The Bruce Brothers                                               | ヘッド・ナチ                    |                                     |
| 1980   | ロバート・アルトマンのヘルス HealtH                                                   | ボビー・ハマー                  |                                     |
| 1981   | 縮みゆく女 The Incredible Shrinking Woman                                             | ユージーン・ノーツ博士          |                                     |
| 1981   | 殺人告知/チューリップは殺しのサイン Tulips                                            | モーリス                        |                                     |
| 1983   | ホリデーロード4000キロ National Lampoon's Vacation                                    | ホテル従業員                    | クレジットなし                      |
| 1986   | モンスター・イン・ザ・クローゼット/暗闇の悪魔 Monster in the Closet                   | ペニーワース博士                |                                     |
| 1986   | 殺しに熱きテキーラを Slow Burn                                                        | ロバート                        | テレビ映画                          |
| 1987   | 大穴!特攻草野球/万歳スタジアム Long Gone                                              | ブッチマン                      | テレビ映画                          |
| 1987   | インナースペース Inner Space                                                          | ミスター・ワームウッド          |                                     |
| 1988   | スイッチング・チャンネル Switching Channels                                           | アイク・ロスコー                |                                     |
| 1989   | メイフィールドの怪人たち The 'Burbs                                                   | ワーナー・クロペク博士          |                                     |
| 1989   | ブレンダ・スター Brenda Starr                                                         | Professor Gerhardt Von Kreutzer |                                     |
| 1990   | グレムリン2 新・種・誕・生 Gremlins2:The New Batch                                    | Employee fired for Smoking      |                                     |
| 1990   | ラジオタウンで恋をして Tune in Tomorrow...                                            | ビッグ・ジョン・コート          |                                     |
| 1995   | パシフィカ Cyber Bandits                                                              | Dr. Knutsen                     |                                     |
| 1996   | バイオドーム Bio-Dome                                                                 | ウィリアム                      |                                     |
| 1996   | 精神病棟 Asylum                                                                       | エドワード・ベリチェック博士    |                                     |
| 1999   | マグノリア Magnolia                                                                   | ハウエル                        |                                     |
| 2005   | ウェディング・クラッシャーズ Wedding Crashers                                         | オニール神父                    |                                     |
| 2006   | デス・ルーム Trapped Ashes                                                            | ツアーガイド                    |                                     |
| 2007   | ビッグ・スタン Big Stan                                                               | ショーツ                        |                                     |

### テレビシリーズ
| 放映年    | 邦題 原題                                                            | 役名                      | 備考                 |
| --------- | -------------------------------------------------------------------- | ------------------------- | -------------------- |
| 1968-1971 | Rowan & Martin's Laugh-In                                            |                           | 92エピソード         |
| 1968,1970 | 奥さまは魔女 Bewitched                                               | ナポレオン ティム         | 2つの役で2エピソード |
| 1975      | 警部マクロード McCloud                                               | クッキー・ワトキンス      | 1エピソード          |
| 1975,1978 | ワンダーウーマン Wonder Woman                                        | ニコラス マリポサ         | 2つの役で2エピソード |
| 1980      | 爆発!デューク The Dukes of Hazzard                                   | Squirt                    | 1エピソード          |
| 1982      | Dr. トラッパー Trapper John, M.D.                                    | ブロウネル博士            | 1エピソード          |
| 1982      | 私立探偵マグナム Magnum, P.I.                                        | ロナルド・ミルズ          | 1エピソード          |
| 1982      | サイモン&サイモン Simon & Simon                                      | ダウド                    | 1エピソード          |
| 1983      | Dr.刑事クインシー Quincy M.E.                                        | マックス                  | 1エピソード          |
| 1986      | トワイライトゾーン Twilight Zone                                     | 市長                      | 1エピソード          |
| 1986      | ナイトライダー Knight Rider                                          | ドナルド・クレイン        | 1エピソード          |
| 1988,1992 | ジェシカおばさんの事件簿 Murder, She Wrote                           | ハロルド・バナー オリバー | 2つの役で2エピソード |
| 1989      | 新80日間世界一周 Around the World in 80 Days                         | Train Conductor           | ミニシリーズ         |
| 1990,1991 | 冒険野郎マクガイバー MacGyver                                        |                           | 2つの役で2エピソード |
| 1992      | ハリウッド・ナイトメア The Tales from the Crypt                      | スタンホープ              | 1エピソード          |
| 1997-1999 | サブリナ Sabrina, the Teenage Witch                                  | サミュエルズ              | 4エピソード          |
| 1998      | スタートレック:ディープ・スペース・ナイン Star Trek: Deep Space Nine | ニルヴァ                  | 1エピソード          |
| 1999      | プロビデンス Providence                                              | ミスター・ベリー          | 1エピソード          |
| 2002      | スターゲイト SG-1 Stargate SG-1                                      | マルル                    | 1エピソード          |
| 2003      | チャームド Charmed                                                   | サンドマン                | 1エピソード          |
| 2004-2008 | ボストン・リーガル Boston Legal                                      | クラーク・ブラウン        | 24エピソード         |

### テレビアニメ
- ギャラクシー・ハイスクール Galaxy High School (1986)
- ラグラッツ Rugrats (1993)
- ダックマン Duckman: Private Dick/Family Man (1996)
- ロケット・パワー Rocket Power (1999)
- ヘイ・アーノルド! Hey Arnold! (1999)
- ビリー&マンディ The Grim Adventures of Billy & Mandy (2004-2007)
- キング・オブ・ザ・ヒル King of the Hill (2005-2008)
- ザ・バットマン The Batman (2005)

### アニメ映画
- シャーロットのおくりもの Charlotte's Web (1973)
- トムとジェリーの大冒険 Tom and Jerry: The Movie (1992)

### ゲーム
- ビリー&マンディ The Grim Adventures of Billy & Mandy(2006)

## 参照
1. ↑  McLellan, Dennis (2009年9月17日). “Actor was original cast member of 'Laugh-In'”. Los Angeles Times:  p. A24.  オリジナルの2009年9月23日時点におけるアーカイブ。 2009年9月14日閲覧。